# Cyrtodactylus psarops
Espèce
Cyrtodactylus psarops est une espèce de geckos de la famille des Gekkonidae.

## Répartition
Cette espèce est endémique de Sumatra en Indonésie.

## Publication originale
- Harvey, O'Connell, Barraza, Riyanto, Kurniawan & Smith, 2015 : Two new species of Cyrtodactylus (Squamata: Gekkonidae) from the Southern Bukit Barisan Range of Sumatra and an estimation of their phylogeny. Zootaxa, no 4020 (3), p. 495–516.